# 江口咀遗址
江口咀遗址，位于中国广东省清远市英德市连江镇江口咀村，为清远市英德市的一个市级文物保护单位，类型为古遗址，公布时间为1995年12月。
江口咀遗址的历史年代为战国末—汉初。